# أحمس مريت آمون
أحمس مريت آمون، هي ملكة مصرية قديمة غير حاكمة أو زوجة ملك عاشت خلال أوائل الأسرة الثامنة عشرة، وقد كانت شقيقة وزوجة الملك أمنحتب الأول، وتوفيت شابة (في الثلاثين من عمرها تقريباً) ودفنت في المقبرة TT358 في منطقة الدير البحري.

## حياتها
كانت الملكة أحمس مريت آمون ابنة الملك أحمس الأول والملكة أحمس نفرتاري، وأصبحت الزوجة الملكية العظمى لشقيقها الملك أمنحتب الأول.
كما تولت الملكة أحمس مريت آمون منصب زوجة آمون وراثةً عن والدتها الملكة أحمس نفرتاري.

## ألقابها
- زوجة الإله.
- سيدة الأرضين.
- سيدة الأرضين كلهما.
- الزوجة الملكية العظيمة.
- المتحدة مع التاج الأبيض.
- ابنة الملك.
- أخت الملك.
- أم الملك (وجد في مصادر لاحقة على عصرها رغم أنها لم تكن أماً لملك.)[2]

## تماثيلها و صورها
تم اكتشاف تمثال من الحجر الجيري لهذه الملكة من قبل المستكشف الإيطالي جيوفاني بلزوني بينما كان يعمل في الكرنك في عام 1817.

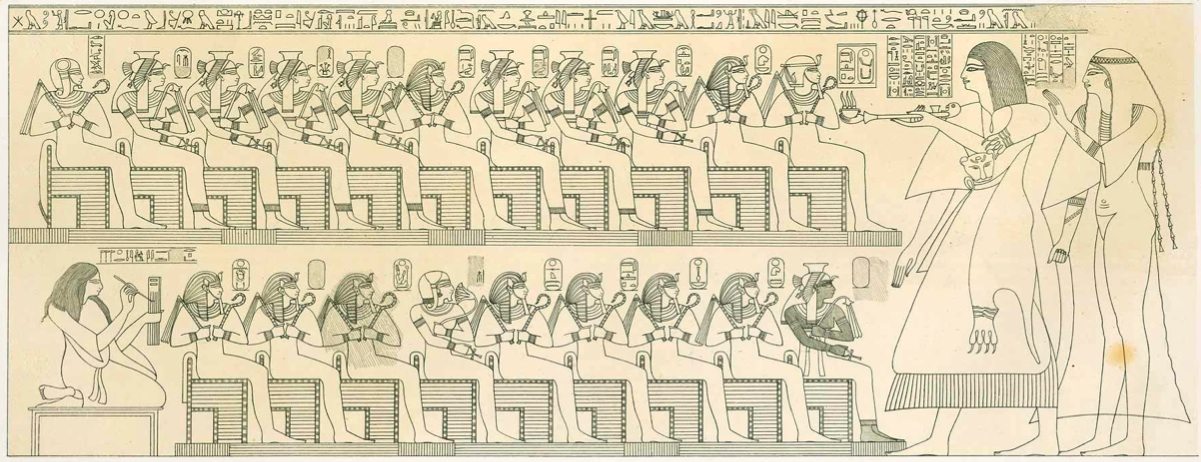
المنظر من مقبرة أنحور خعو في دير المدينة.

و تم تصوير الملكة أحمس مريت آمون في مقبرة أنحور خعو رئيس العمال في دير المدينة (TT359) الذي يعود إلى عهد الأسرة العشرين باعتبارها واحدة من «أسياد الغرب». وهي تظهر في الصف العلوي خلف الملكة أعح حتب الأولى وأمام الملكة سات آمون (الرابعة من اليمين).

## مدفنها
تم اكتشاف موميائها في الدير البحري في المقبرة TT358 في عام 1930 بواسطة هربرت يوستيس وينلوك. وتم العثور على المومياء في تابوتين من خشب الأرز وصندوق خارجي من عجينة الورق المقوى (كارتوناج). وقد أعيد دفن موميا الملكة بواسطة الكهنة الذين وجدوا قبرها وقد خربه اللصوص. ويبدو أنها توفيت عندما كانت صغيرة نسبيا، مع وجود أدلة على إصابتها بالتهاب المفاصل والجنف.
و التابوت الخارجي (الموجود الآن في المتحف المصري بالقاهرة، JE 53140) بطول أكثر من ثلاثة مترات ومصنوع من ألواح خشب الأرز التي ضُمت إلى بعضها و تم نحتها لسمك موحد في جميع أنحاء التابوت، والعينان والحاجبان مطعمة بالزجاج. وتم نحت و حني جسم التابوت بعناية مع رسم منحنيات عليه باللون الأزرق لخلق إيحاء بوجود الريش المميز لهذه الفترة على التوابيت، وكان التابوت مغطى بالذهب الذي تم تجريده منه في العصور التالية على عصرها. والتابوت الداخلي أصغر، ولكن لا يزال أكبر من 180 سم. كما كان التابوت الداخلي مغطى بالذهب كالخارجي ولكن تم تجريده من هذا المعدن النفيس مثل الخارجي أيضاً. وكانت المومياء قد أعيد لفها بعناية خلال عهد بينوزم الأول. وتسجل النقوش أن الكتان المستخدم في إعادة الدفن تم في العام 18 من حكم بينوزم بواسطة كاهن أمون الأكبر مساهرتا ابن بينوزم الأول. وقد جرت عملية إعادة الدفن في العام 19، الشهر 3 من فصل پرت/الشتاء، اليوم 28.